# Bomakellia
Bomakellia kelleri
Genre
Espèce
Bomakellia est le nom donné à un genre éteint d'organismes marins, benthiques vivant durant la fin de la période de l'Édiacarien, il y a environ 555 millions d'années. Une seule espèce est rattachée au genre : Bomakellia kelleri.

## Distribution géographique
Bomakellia n'est connu que par un seul spécimen découvert dans les sédiments de l'Édiacarien près de la rivière Syuzma sur les bords de la mer Blanche à l'ouest de la ville  d'Arkhangelsk dans le nord de la Russie.

## Taxonomie
Ce fossile unique a 9 centimètres de long. Sa description et son interprétation ont donné lieu à de nombreuses hypothèses sans qu'aucun consensus n'apparaisse parmi les paléontologues.
Parmi ces hypothèses :

### Arthropode(«Paratrilobita»)

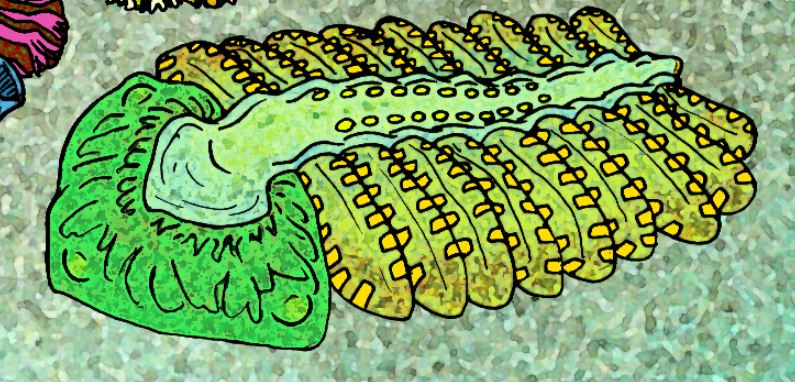
Dessin d'organismes de l'Édiacarien parmi lesquels Bomakellia kelleri en vert et jaune
(hypothèse d'une morphologie de type arthropode primitif).

Son inventeur, Mikhaïl Fedonkine en 1985, en fait un arthropode primitif, proche des trilobites, avec une tête (céphalon) en vert sur le dessin ci-joint. Pour placer ce genre il crée la classe des « Paratrilobita ».

### Arthropode(anomalocaridé)
En 1996, une étude de  B. M. Waggoner conclut que Bomakellia serait bien un arthropode primitif, mais plutôt proche des anomalocaridés tels que connus dans le Cambrien en plusieurs endroits du monde. Il interprète les reliefs sur la « tête » de l'animal comme des yeux, en faisant ainsi le premier animal doté d'une vue.

### Cnétophore(rangéomorphe)
Les hypothèses que Bomakellia soit un arthropode sont largement remises en cause à la fin des années 1990 dans le livre de Mark A. S. McMenamin « Le jardin d'Édiacara », et dans un article de G. Fryer.
En 2002, le paléontologue polonais Jerzy Dzik devine une symétrie d'ordre 4 sur le fossile de Bomakellia.
Il le rapproche donc du groupe des rangéomorphes et en particulier du genre Paracharnia découvert en Chine. Les rangéomorphes sont des animaux de l'Édiacarien, fixés en fond de mer, en forme de fronde avec des nervures segmentées, ramifiées alternativement à droite et à gauche à partir d'une suture médiane. J. Dzik considère les rangéomorphes comme les probables ancêtres fixés des cnétophores.